# Окрасы кошек
Окрасы домашних кошек унаследованы от её диких предков. Обобщённо, степная кошка характеризуется пятнистыми окрасами, лесная — полосатыми, буланая, наиболее вероятный кандидат на непосредственного предка домашней кошки — слабовыраженным рисунком. 
Натуралист XIX века Э. Рюппель описывает основные тона волосяного покрова буланой кошки как бледно-жёлтые, серые и серо-бурые, на боках и животе — светлее, на спине преобладают красновато-черноватые тона, рисунок заметен лишь с близкого расстояния и состоит из нескольких размытых поперечных полос на теле, лапах, узких поперечных полос на лбу и на загривке. Встречаются беспорядочные крапины. Кончик тонкого хвоста чёрный или тёмно-бурый и в последней трети опоясан несколькими кольцами. Лесная кошка характеризуется пушистым хвостом и «ремнём» на спине. Скрещивания между лесной и буланой кошками в Европе несомненны, и следы этого очевидны.
Со временем одомашненных кошек стали селекционировать, и количество окрасов увеличилось. На данный момент понятие окраса охватывает:
- цвет шерсти кошки;
- различные степени окрашенности шерсти;
- рисунок на шерсти[2]:
  - полосатый (тигровый);
  - пятнистый (крапчатый);
  - мраморно-полосатый (классический);
  - зональный (тиккинг).

Рисунки встречаются на рыжем, серо-голубом, дымчатом и белом фоне. Даже с виду равномерно окрашенные кошки часто имеют слабо заметный «призрачный» рисунок.

## Опигментах
Окрас шерсти, кожи и глаз кошки обусловлен присутствием в них пигмента меланина. Меланин находится в теле волоса в виде микроскопических гранул, которые различаются по форме, размеру и количеству, что и вызывает различия в окрасе. Существует две химических разновидности меланина: эумеланин (eumelanin) и феомеланин (phaeomelanin). Гранулы эумеланина сферические и поглощают почти весь свет, давая чёрную, голубую, бурую и лиловую пигментацию. Гранулы феомеланина продолговатые (эллипсоидной формы), отражают свет в красно-жёлто-оранжевом диапазоне и дают вариации красного вплоть до кремового.
Эумеланин отвечает за чёрный окрас (и его производные — шоколадный, циннамон, голубой, лиловый, фавн), а феомеланин — за рыжий (кремовый). Ген, который отвечает за проявление рыжего (О — Orange) или чёрного (о — не Orange), расположен в X-хромосоме, то есть наследование окраса сцеплено с полом. Кошки имеют две Х-хромосомы и, соответственно, три варианта окраса:
- ОО — красный (эритризм),
- оо — чёрный,
- Оо — черепаховый (красно-чёрный, «чёрно-рыжий»).

У котов одна X-хромосома и, в зависимости от того, какой аллель она несёт (О или о), кот будет рыжим или чёрным. Черепаховый окрас у котов появляется только в случае генетических нарушений (синдрома Клайнфельтера или химеризма), и такие коты в подавляющем большинстве случаев стерильны.
Таким образом, наследование признаков, гены которых расположены в X- или Y-хромосоме, оказывается сцепленным с полом. Гены, локализованные в X-хромосоме и не имеющие аллелей в Y-хромосоме, передаются от матери сыну, в частности, рыжий кот не может родиться у чёрной кошки, и наоборот, рыжая кошка не может родить кота чёрной серии.
Для описания окраса применяется комбинация строчных латинских букв и цифр. Буква определяет окрас, цифра — рисунок на шерсти.

## Белый окрас
Белый окрас — это полное отсутствие пигментации. У кошек сплошная белая шерсть может получаться в трёх различных случаях:
а. Белый альбинос — у кошек проявляется под действием рецессивных генов альбинизма сa (альбинос с голубыми глазами) или c (альбинос с красными глазами). Встречается чрезвычайно редко.
б. Сплошные белые пятна (экстремальная форма пьебалдизма, возможно, лейкизм) — проявляются под воздействием фактора белых пятен и обычно приводит к тому, что кошка окрашена в белый цвет не вся, Однако, пятна могут располагаться настолько плотно, что животное выглядит полностью белым. Долгое время считалось, что белые пятна — это проявление аллелей локуса S, однако исследования 2006 и 2014 года обнаружили, что мутации в гене KIT (в том же локусе W, что и доминирующий белый) приводят к белой пятнистости у кошек. Такие образом, по современном данным белая пятнистость вызвана проявлением аллеля Ws. Белые пятна описываются в следующих разделах.
в. Доминирующий белый (лейкизм) — эта мутация подавляет все другие гены пигментации и приводит к появлению белого окраса шерсти и голубого цвета глаз. Как и следует из названия, это — эффект доминирующего гена белого цвета (W). В случае доминирующего белого гены других цветов и рисунков хотя и присутствуют, но они полностью скрыты. Единственный способ определить основной генотип на практике (до появления провести генетический анализ на определение генотипа кошки) — скрещивание с цветными кошками хорошо известного генотипа. Скрещивание двух доминирующих белых обычно приводит к появлению полностью белых котят, но если оба родителя — гетерозиготны (W/w), то у некоторых котят основные цвета могут проявляться. Если генотип белых родителей не известен из родословной или пробных скрещиваний — результат вязки непредсказуем. В 2014 году учёные нашли мутацию, приводящую к доминирующему белому, в гене KIT.
Доминирующий белый встречается у различных пород. Иногда белые ориентальные кошки рассматриваются некоторыми ассоциациями как отдельная порода. У доминирующего белого окраса голубой цвет глаз намного более глубокий, чем у альбиносов, и это считается достоинством. Лучший синий цвет глаз отмечают у полностью белых Восточных ориентальных кошек, несущих в себе подавленный ген шоколадного окраса.
Глухота у кошек связана с доминирующим белым (W), но не с альбинизмом (c/c или cа/ca).

## Агути и не-агути
Окрасы кошек очень разнообразны. Одни кошки окрашены равномерно — это так называемые сплошные окрасы, или солиды. Другие кошки имеют выраженный рисунок — в виде полосок, кругов. Этот рисунок называется тэбби (табби). Тэбби проявляется на шерсти благодаря доминантному гену А — агути. Этот ген окрашивает каждый волосок кошки в равномерно чередующиеся тёмные и светлые поперечные полоски.
В тёмных полосках концентрируется большее количество пигмента эумеланина, в светлых — меньшее, причём пигментные гранулы удлиняются, приобретая эллипсовидную форму и располагаются разрежено по длине волоса. Но если в генотипе животного чёрного окраса появляется гомозиготная аллель (аа) — не-агути, рисунок тэбби не проявляется и окрас получается сплошным (меланизм).
Такое влияние одних генов на другие, неаллельные с ними гены, называется эпистазом. То есть аллель (аа) имеет эпистатическое влияние на гены тэбби, она их подавляет, маскирует, не даёт проявляться. Вместе с тем воздействие аллели (аа) не распространяется на ген О (Orange). Поэтому кошки рыжего (или кремового) окраса всегда имеют открытый рисунок тэбби, а сплошной рыжий окрас у кошек получается путём племенной работы заводчика, когда ведётся отбор на более широкие тёмно-окрашенные полосы, близкое расположение которых человеческим глазом воспринимается как сплошной рыжий окрас.
Таким образом, все кошки — тэбби, но не все — агути. Подтверждение того, что все кошки имеют тэбби в своём генотипе — остаточный «призрачный» детский тэбби у многих котят. Этот остаточный тэбби у кошек сплошного окраса уходит, кошка линяет, шерсть меняется и становится равномерно окрашенной (но иногда остаточный рисунок остаётся, как у чёрных пантер).
- Зонированное окрашивание волоса под воздействием гена агути

## Тиккинг и табби
- Агути — явление зонированного окрашивания волоса. Каждый волос разделён на несколько зон, каждая из которых окрашена в разной степени: одни зоны окрашены более интенсивно, другие — менее или не окрашены вовсе. К группе агути-окрасов у кошек относятся окрасы тэбби, затушёванные, «шиншиллы». Агути-окрасы встречаются у многих видов животных: зайцы, песчанки, шиншиллы, морские свинки и др.
- Табби — рисунок на шерсти. Все табби имеют тонкие линии на морде, выразительно обводящие глаза и образующие букву «М» на лбу. Принято считать, что табби — это изначальный окрас кошек, поэтому иначе его называют «диким окрасом», то есть характерным мелким диким кошачьим.
  - Табби-макрель (тигровый табби, иногда в народе используется название «шпротный» или «шпротинка») — полосатый «тигровый» окрас, рисунок в виде параллельных вертикальных полос. Исходный окрас кошек.
  - Классический табби, мраморный табби, «бурундуковый окрас» (иногда так называют за продольные полосы на спине, сходные с полосами бурундуков) — широкие спиральные полосы на боках, напоминающие мраморные разводы, три полосы вдоль хребта, пятнистый живот, на хвосте и лапах полосы в виде колец. Это мутация, которая называется абундизм или псевдомеланизм, когда рисунок укрупняется и сливается. У беспородных кошек встречается довольно редко.
  - Пятнистый табби — равномерно расположенные мелкие пятна по всему телу. Пятна могут быть в виде прерывистых полос. Возможно, вариация исходного окраса.
  - Тиккированный табби, абиссинский табби или агути-табби — без полос или пятен на теле, но с рисунком на морде и агути по телу. Такой окрас характерен для породы абиссинских кошек. У беспородных кошек встречается редко.

- Волос кошки при тиккированном затушёванном окрасе
- Волос кошки при затушёванном окрасе
- Волос кошки при дымчатом окрасе
- Волос кошки при затушёванном красном (камео) окрасе

Генетика окрасов табби.
Около столетия, вплоть до недавнего времени считалось, что все четыре вариации табби — это аллели одного локуса: абиссинский Та, пятнистый Тs, макрель Тм и мрамор Tb (порядок доминирования: Ta > Ts > Tm > Tb). Исследования окрасов кошек 2010—2012 годов показывают, что за перечисленные разновидности рисунка табби отвечают как минимум три различных локуса.
1) локус тиккированного окраса (Ti от ticked), представленный двумя аллелями: TiA — приводящем к абиссинскому окрасу, и Ti+ рисунок «дикого типа» (не-абиссинский). В 2012 году локус Ti был картирован на участок хромосомы В1 кошек. А в 2021 году определили ген, две различные мутации в котором приводят к тиккингу этого типа — это ген DKK4.
В гомозиготном состоянии TiA/TiA у кошек с абиссинским тикингом узор табби присутствует только в виде остаточного рисунка на голове, на корпусе же проявляется очень слабо или незаметен вовсе. Аллель TiA не полностью доминантен по отношению к аллелю дикого типа, то есть у гетерозиготы TiA/Ti+ можно наблюдать промежуточный тип окраса: полоски табби различимы на конечностях и хвосте. 
2) Собственно ген, который мы привыкли называть «локус табби» (Ta от tabby), картирован на участок хромосомы А1 и кодирует белок табулин. Мутации в этом гене меняют обычную регулярную тигровую полосатость (окрас «дикого типа», TaM) на отличный, менее упорядоченный узор. Рецессивные мутации в гене табби приводят к мраморному окрасу (Tab). Интересно, что в эволюции домашней кошки мутации, приводящие к мраморному окрасу, возникали несколько раз, независимо друг от друга, причём, по-видимому, ещё до образования современных пород.
Как уже было отмечено, полосатый рисунок на теле не проявляется у кошек с абиссинским окрасом. Такой тип взаимодействия аллеля TiA гена тиккинга с аллелями гена табби называется доминантный эпистаз. Анализ ДНК 8 абиссинских кошек показал, что все они — гомозиготы по аллелю мраморного окраса. Правда ли это для всех без исключения представителей абиссинской породы или аллель макрелевого окраса всё-таки встречается у абиссинов, ещё предстоит выяснить.
3) один или более генов-модификаторов (отличных от Ta и Ti), которые преобразуют макрелевые полоски в пятнистый окрас. Скрещивания пятнистых кошек со мраморными приводят к рождению 100 % котят с рисунком, промежуточным между макрелевым и пятнистым. Последующее возвратное скрещивание таких гибридов со мраморными кошками приводит к расщеплению в фенотипе, где 50 % потомства имеют обычный мраморный окрас, а другие 50 % представлены вариациями узоров от типичного макрелевого до пятнистого со всеми возможными промежуточными вариантами. Таким образом, получается, что отдельного аллеля Ts для пятнистого окраса в локусе табби нет, и что пятнистый — это модифицированный каким-то другим геном (или несколькими генами) окрас макрель, причём на мраморный узор эти модификаторы влияют в гораздо меньшей степени. Локус(ы)-модификаторы пока не картированы.

## Группа сплошных (solid) окрасов
- Чёрный — чёрный окрас (меланизм), с хорошо прокрашенным волосом до корней, в идеале без рисунка и светлых пятен (у беспородных такое бывает очень редко). Встречается у многих пород и у беспородных, в том числе бродячих кошек. Существуют породы, у которых допустим только этот окрас (бомбейская).
- Голубой — серый оттенок шерсти, чистый и равномерный, в идеале без оттенков и волосков другого цвета. Мочка носа и подушечки лап голубовато-серые. Эта мутация пигментации называется гипомеланизм, при которой меланины вырабатываются в меньшей концентрации, чем обычно, что даёт голубой, кремовый и тому подобные более светлые окрасы, голубой окрас — это сочетание меланизма и гипомеланизма. Встречается у породистых кошек, редко — у беспородных.
- Шоколадный — тёмно-коричневый окрас шерсти. Мочка носа и подушечки лап того же оттенка. Характерен для породистых, у беспородных чрезвычайно редок.
- Черепаховый — случайные пятна по всему телу красного и чёрного цветов, такая мутация называется пигментный мозаицизм. Допустим у многих пород, часто встречается у беспородных особей.
- Красный — тёмно-рыжий окрас, с хорошо прокрашенным волосом до корней, без рисунка и (в идеале) светлых пятен. Мочка носа и подушечки лап — кирпично-красные. Встречается очень редко, обычно красный окрас формируется с рисунком табби тёмно-рыжего цвета на светло-рыжем фоне.
- Кремовый — равномерный окрас, без каких-либо отметин и пятен. Кремовый цвет покрывает каждый волос равномерно до самого корня. Мочка носа и подушечки лап розовые. Так же редко встречается, как и красный без рисунка.
- Голубо-кремовый черепаховый — светло-голубой и кремовый цвета перемешаны по всему телу и конечностям. Мочка носа и подушечки лап розовые, голубовато-серые или розовые с голубовато-серыми пятнышками. Встречается у породистых и беспородных, но реже, чем обычный черепаховый.

## Пегие окрасы
- Пегий окрас является проявлением фактора белой пятнистости или иначе пегости, или пьебалдизма. Для пегих окрасов характерно расположение окрашенных пятен на белом фоне. В зависимости от степени проявления генов белой пятнистости различают окрасы:
  - Ван — (максимальная степень) весь белый с окрашенным хвостом и 1—2 небольшими окрашенными пятнами на голове выше уровня глаз и ниже ушей. Также может присутствовать небольшое окрашенное пятно в области плеч и небольшие пятна на тыльных сторонах конечностей.
  - Арлекин — в основном белый с несколькими небольшими окрашенными пятнами, расположенными на теле и конечностях.
  - Биколор — большая часть шкурки тёмная, а меньшая часть — неокрашенная, белая, в неопределённом соотношении. Среди биколоров можно выделить окрасы:
  - С белыми «перчатками»
  - С белым медальоном (пятном на груди)
  - С белыми пуговицами (маленькими пятнышками)
  - Смокинг — белые пятна на груди и лапах, иногда на голове.
  - Миттед — с медальоном, пуговицами и перчатками.
  - «Кепка» и «седло» — цветные только пятно охватывающие уши и верх головы и пятно охватывающие хвост и заднюю верхнюю часть тела.
  - Сейшельский — три вида этого пегого окраса, при этом окрасе цветные пятна только на голове, лапах и спине, хвост полностью окрашен.
  - Сорочий — цветные пятна на голове и спине.
  - Калико — сочетание черепахового окраса с белым, при этом белый цвет преобладает. В быту таких кошек также называют триколорными, или трёхцветными.

Генетические исследования показали, что у кошек существует три различных типа мутации в гене KIT, которые приводят к разной степени проявления белого в окрасах и соответствуют аллелям серии White (W):
— WD (White dominant) — доминантный аллель W, приводящий к доминирующему белому;
— Ws (White spotting) — доминантный аллель, приводящий к белой пятнистости различной степени проявления, у гомозигот Ws/Ws больше белого в окрасах, чем у гетерозигот Ws/w+;
— w+ — аллель «дикого типа», без белой пятнистости;
— wg (white gloves) — рецессивный аллель, приводящий к белой пятнистости типа «белые перчатки» у бирманских кошек.

## Серебристые (silver) окрасы
Группа серебристых окрасов характеризуется высветлением определённой зоны каждого волоса до белизны. Высветление обусловлено влиянием доминантного гена серебристости I. Эта мутация пигментации называется анеритризм, когда не образуется красный пигмент (феомеланин), также аксантизм — отсутствие жёлтого пигмента.
- Дымчатый (дым) — приблизительно половина длины каждого волоска окрашена, а остальная часть — белая. Дымчатые кошки — не-агути, то есть обладатели рецессивного гена а, исключающего рисунок. Остаточные полосы — «муар» — для дымных кошек считаются дефектом окраса. Выделяют 5 видов дыма (по окрасу кончика волоса): чёрный, голубой, шоколадный дым, лиловый, красный.

Окрасы кошек, несущих ген серебра и являющихся носителями гена агути А, который разрешает проявление рисунка:
- Серебристый табби — рисунок на полностью белом фоне, типичный пример анеритризма или аксантизма. Каждый волосок при этом окрашен зонально: более светлые полосы высветлены до белизны, более тёмные — сохраняют исходный цвет. Кстати, аналогично формируется окрас белого тигра — полностью отсутствуют красный и жёлтый пигменты, но чёрные полосы сохраняются. Бывает и у породистых и у беспородных особей.
- Затушёванный — 1/3 кончика волоса окрашена, остальная часть белая.
- Шиншилла — 1/8 кончика волоса окрашена, остальная часть белая. Чрезвычайно редок у беспородных кошек.

## Акромеланистические окрасы
- Колорпойнт (от англ. colour — цвет и point — точка, кончик) — относится к группе акромеланистических (температурно-зависимых) окрасов и является одной из форм альбинизма. Для этой группы окрасов характерны слабо окрашенное, светлое (от белого до кремового) тело и более тёмные лапы, хвост, морда и уши. Различают разновидности пойнт-окраса:
  - сил-пойнт (от англ. seal — тюлень) — очень тёмный серый, практически чёрный цвет;
  - блю-пойнт — «голубой» (тёмно-серый, сочетание акромеланизма и гипомеланизма);
  - ред-пойнт — «красный» (рыжий, сочетание акромеланизма и эритризма);
  - шоколад-пойнт — коричневый;
  - крем-пойнт — кремовый;
  - торти-пойнт — черепаховый;
  - тэбби-пойнт — полосатый;
  - лайлак-пойнт — «розовый» (серо-розовый).

Акромеланизм встречается не только у породистых кошек (сиамская, тайская, священная бирма и т. п.), но иногда и у беспородных.